# Henric al IV-lea al Franței
Henric de Bourbon (franceză Henri IV; denumit și Henric cel Mare (Henri le Grand) iar în regiunea lui de baștină, Gasconia, unde era iubit, era numit și "regele nostru Henric" (n. 13 decembrie 1553, Pau, Aquitaine, Franța – d. 14 mai 1610, Paris, Regatul Franței), a fost rege al Navarei (1572-1610) și rege al Franței (1589-1610), primul rege din familia de Bourbon. 
Unul dintre meritele lui este dezvoltarea economică a Franței, după un război religios ce a dezbinat țara. Prin Edictul din Nantes asigură libertatea religiei protestante hughenote în Franța.

## Biografie
Regele Henric s-a născut în cetatea Pau, în sud-vestul munților Pirinei, în vecinătatea regiunii Bearn, al doilea fiu al lui Antoine de Bourbon, duce de Vendome, de religie catolică, și al reginei de Navara Ioana de Albret, de religie protestantă, care era nepoata preferată a fostului rege francez Francisc I al Franței.
În timpul bunicii sale, Margareta, și a mamei sale, Regatul Navarei era centru de organizare și de întâlnire a protestanților, care, în Paris, erau amenințați cu închisoarea și arderea pe rug. Henric a fost botezat în religia catolică, fiind educat de către bunicul și mătușa sa (protestanți) care i-au dat o educație simplă. În vârstă de patru ani, a fost prezent la căsătoria "delfinului" Franței, Francisc al II-lea cu Maria Stuart, regina Scoției (24 aprilie 1558); aici o întâlnește pe verișoara lui, Margareta de Valois, care, mai târziu, îi va deveni soție.
După un accident într-un turnir de cavalerie, moare, la 10 iulie 1559, regele Franței, Henric al II-lea.
Urmașul său la tron, Francisc al II-lea, moare și el, la 5 decembrie 1560, după o domnie scurtă, iar tronul Franței este ocupat de Carol al IX-lea, care domnește sub regența mamei lui, Caterina de Medici.
Cu toate că este botezat catolic, Henric, viitorul rege, primește o educație protestantă. Ambii unchi ai lui Henric, Francisc și Carol de Guise, caută să limiteze influența politică a Caterinei de Medici, care îl reține pe Henric la curtea regală.
Frustrați de pierderea influenței politice, cei doi unchi "de Guise" organizează, la 1 aprilie, un măcel la Vasy, în urma căruia izbucnește "primul război hughenot". Antoine de Bourbon, tatăl lui Henric, moare în luptă la asediul cetății Rouen, de partea taberei catolice.
Mama lui Henric, Ioana, își readuce fiul la Navara, unde este educat în spiritul protestant, împotriva voinței Caterinei de Medici. La sfârșitul "primului război hughenot" (1563), Henric se află din nou la curtea regală, unde astrologul Nostradamus (1567) prezice viitorul și pe Henric de Navara ca rege al Franței. Ca general al trupelor din Navara, Henric ia parte la luptele împotriva nobililor basci.

## Noaptea Sfântului Bartolomeu și al patrulea război hughenot (1567 - 1573)
În anul 1567, izbucnește "al doilea război hughenot" printr-un atac asupra prințului Henric I de Bourbon-Conde. Caterina de Medici încearcă din nou să-l readucă pe Henric la curtea regală, voind să-l educe în spiritul religiei catolice.
Prin refuzul mamei acestuia, urmează atacul asupra prințului de Bourbon-Conde. Războiul hughenot s-a sfârșit în anul 1568, însă ostilitățile au continuat, ceea ce a dus la "al treilea război hughenot".
În septembrie 1568, au loc lupte La Rochelle, unde Henric, având vârsta de 14 ani, îl întâlnește pe unchiul său, Ludovic de Bourbon-Conde și pe Gaspard de Coligny, aceștia fiind unii dintre conducătorii trupelor protestante.
În august 1570, se încheie pacea de la Saint-Germain dintre hughenoți și catolici. Mama lui Henric moare (9 iunie 1572), după unele zvonuri, otrăvită. În același an, la 18 august, Henric se căsătorește cu Margareta de Valois, sora regelui Carol IX-lea, căsătorie care asigură pacea de la Saint-Germain.
Cununia a fost celebrată în catedrala Notre-Dame din Paris, fiind prezenți mulți protestanți.
Sărbătoarea a fost umbrită de atentatul neizbutit (22 august) asupra amiralului hughenot Gaspard II de Coligny, care începuse să-l influențeze pe regele Carol IX-lea, lucru ce-a declanșat dezaprobarea catolicilor în frunte cu Caterina de Medici.
O dușmănie care mocnește între cele două tabere și care, din porunca regelui Carol (sfătuit de mama lui, Caterina), duce la masacrul hughenoților invitați la Paris (3000 - în Paris și 30.000 - în Franța), în Noaptea Sfântului Bartolomeu (24 august) .
Capii hughenoți prizonieri, cu binecuvântarea papei Grigore al XIII-lea puteau alege între închisoare la Bastilia, spânzurătoare sau convertirea la catolicism. 
Hughenoții sunt înfrânți și trupele lor respinse în orașele din sud-vestul Franței La Rochelle, Nimes, Montauban.

## Preluarea coroanei franceze: 1574-1594
Carol al IX-lea moare în 30 mai 1574, urmat de fratele său Henric al III-lea al Franței, care nu avea urmași. Henric de Navara reușește să evadeze dintr-o încăpere din Louvre, unde a fost ținut doi ani ca ostatic, va renunța la credința protestantă, trecând la cea catolică.
În anul 1578, se revede în Guyenne, unde era refugiat, cu soția lui, Margareta de Valois, după o despărțire de 32 de luni. Această reîntâlnire se produce cu aprobarea Caterinei de Medici, care speră în reîntoarcerea lui Henric la Paris. 
După o perioadă de 4 ani împreună cu Henric, Margareta se reîntoarce la Paris. În urma unui conflict cu fratele ei Henric al III-lea trebuie să părăsească curtea Franței. Conflictul dintre Henric al III-lea, sprijinit de Filip al II-lea, și Henric de Navara, sprijinit de Henric de Guise și de regina Angliei, Elisabeta I, precum și ajutorul Țărilor de Jos, a fost cunoscut în istorie ca "războiul celor trei Henric".
Papa Sixtus al V-lea îl excomunică, în 1585, pe Henric de Navara, care era protestant convins, și vrea să împiedice venirea lui pe tronul francez, datorită faptului că Henric de Navara era moștenitorul legitim al coroanei franceze în cazul morții lui Henric al III-lea (fără moștenitori). Henric de Navara refuză să recunoască excomunicarea papală.
Între trupele catolice, conduse de ducele de Joyeuse, și cele protestante ale lui Henric de Navara are loc bătălia de la Coutras, unde Henric, cu toate că era în inferioritate numerică, învinge trupele regale ale lui Henric al III-lea.
Sixtus al V-lea îl excomunică și pe Henric al III-lea, la sfârșitul anului 1588, cauza fiind uciderea ducelui de Guise în noaptea de Crăciun. Ambii regi excomunicați pornesc împotriva Ligii catolice care ocupase Parisul. Henric al III-lea, ultimul din dinastia Valois, este asasinat de călugărul dominican Jacques Clément în Saint-Cloud.
Fiind fără urmași, pe patul de moarte, Henric al III-lea îl numește rege al Franței pe cumnatul său, Henric de Navara, cu condiția convertirii sale la religia catolică.
Au urmat lupte îndelungate cu trupele catolice franceze, sprijinite de habsburgii spanioli, însă, în cele din urmă, Henric de Navara trece la religia catolică (25 iulie 1593), în bazilica Saint Denis, fiind încoronat la 27 februarie 1594.

## Rege al Franței: 1594-1610

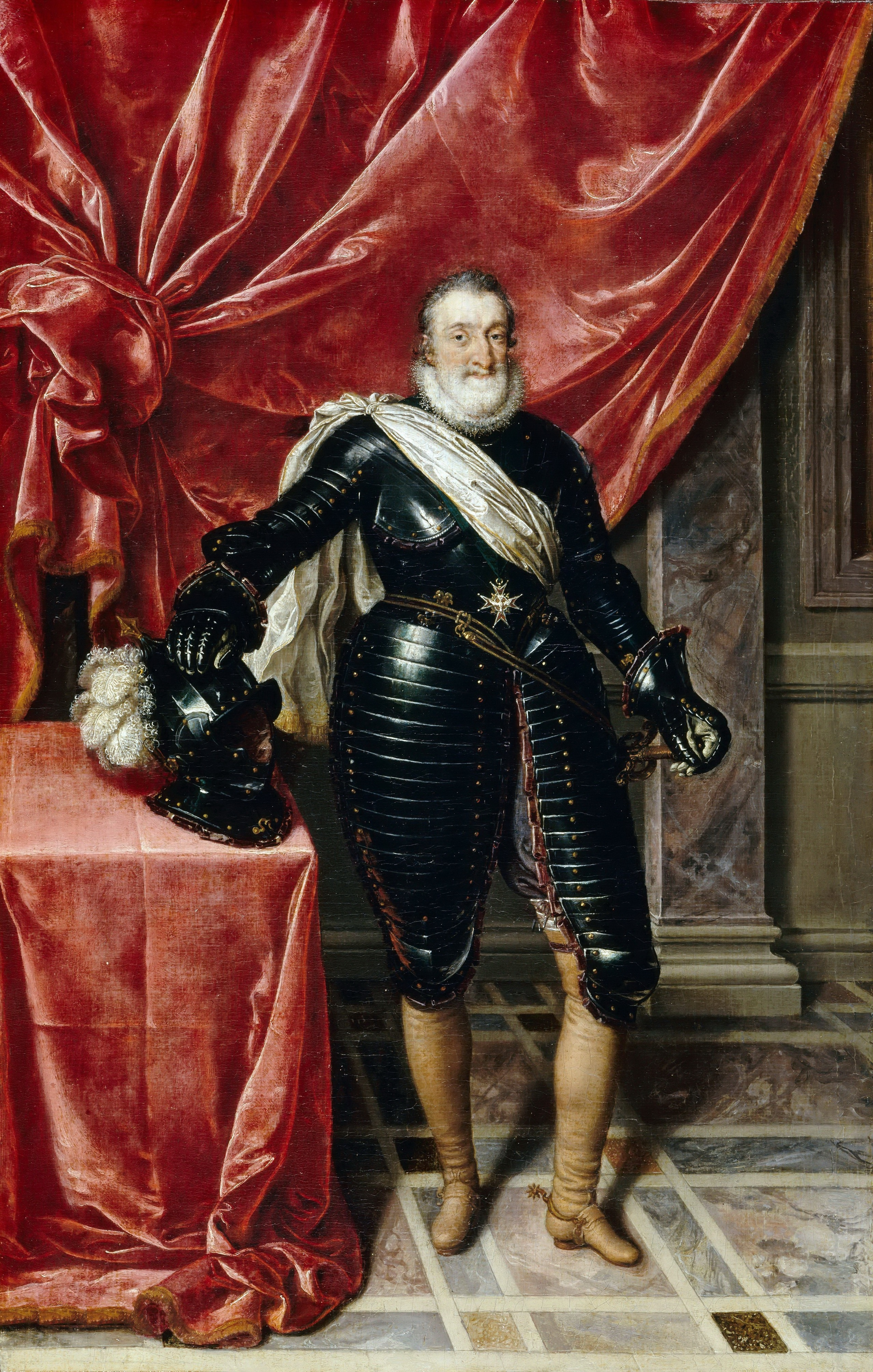
Henric al IV-lea al Franței de Frans Pourbus cel Tânăr.

În anul încoronării, respinge armata spaniolă care încearcă să invadeze Franța. Urmează o perioadă de tratative și împăcarea lui cu conducătorii Ligii Catolice, mai târziu și cu Filip al II-lea al Spaniei.
După o lungă perioadă de timp, Franța este din nou unită, Henric este recunoscut ca rege de Provence și Bretagne.
La 13 aprilie, prin Edictul de la Nantes, este acordată libertatea credinței, fiind recunoscută religia protestantă cu drepturi egale în administrația statului. Acest edict a asigurat, în Franța, o pace de 96 de ani între cele două religii, până la „Edictul de la Fontainebleau”.
Prin numirea ducelui de Sully (1597) în fruntea administrației financiare, Franța a cunoscut o deosebită dezvoltare. Infrastructura statului, agricultura au fost modernizate, starea financiară a statului s-a îmbunătățit prin reducerea deficitelor. S-au construit canale, porturi cu vamă pe cereale, s-a dezvoltat creșterea animalelor.
În anul 1599, Henric s-a logodit cu Maria de Medici, una dintre cele mai bogate femei din Europa, după ce căsătoria cu Margareta de Valois a fost anulată de papa Clement al VIII-lea; motivul despărțirii a fost lipsa urmașilor și o serie de escapade amoroase ale Margaretei. Copiii rezultați din căsătoria cu Maria de Medici au fost: 
- Regele Ludovic al XIII-lea (1601-1643);
- Isabella Elisabeta (1602-1644);
- Cristina Marie (1606-1663);
- Nicolas Henri (1608-1611);
- Gaston (1608-1660);
- Henriete Marie (1609-1669).

După datele istoricilor din acea perioadă, 80% din populația de la țară a avut o viață mai ușoară și, în general, nivelul de trai a crescut.
În anul 1610, la vârsta de 57 de ani, Henric se pregătește pentru o intervenție militară în Țările de Jos de sud, în ajutorul prinților reformați în Sfântul Imperiu Roman. După încoronarea Mariei de Medici ca regină a Franței, în timpul unei călătorii la Saint-Denis, este asasinat de Francois Ravaillac. Urmașul său, delfinul Ludovic devine rege al Franței la vârsta de 9 ani, sub numele Ludovic XIII și sub regența mamei lui, Maria de Medici.

## Copii
| Nume                                 | Portret | Naștere            | Deces              | Căsătorie și copii |
| ------------------------------------ | ------- | ------------------ | ------------------ | --- |
| Ludovic al XIII-lea, Rege al Franței |         | 27 septembrie 1601 | 14 mai 1643        | Căsătorit în 1615 cu Anna de Austria, fiica regelui Filip al III-lea al Spaniei și a reginei Margareta de Austria. Au avut următorii copii: - Ludovic al XIV-lea - Filip I, Duce de Orléans |
| Elisabeta, Regină a Spaniei          |         | 22 noiembrie 1602  | 6 octombrie 1644   | Căsătorită în 1615 cu Filip al IV-lea, Rege al Spaniei. Au avut următorii copii: - Balthasar Charles, Prinț de Asturia - Maria Tereza a Austriei |
| Christine Marie, Ducesă de Savoia    |         | 10 februarie 1606  | 27 decembrie 1663  | Căsătorită în 1619 cu Victor Amadeus I, Duce de Savoia. Au avut următorii copii: - Ludovic Amadeus - Louise Christine - Francis Hyacinth - Charles Emmanuel II - Margaret Yolande - Adelaide Henrietta - Catherine Beatrice |
| Henrietta Maria, Regină a Angliei    |         | 25 noiembrie 1609  | 10 septembrie 1669 | Căsătorită în 1625 cu Carol I, Rege al Angliei. Au avut următorii copii: - Charles James, Duce de Cornwall - Carol al II-lea, Rege al Angliei - Maria, Prințesă de Orania - Iacob al II-lea, Rege al Angliei - Elisabeta, Prințesă a Angliei - Ana, Prințesă a Angliei - Caterina, Prințesă a Angliei - Henrietta Anne, Prințesă a Angliei                                                    |
| Gaston d'Orléans                     |         | 25 aprilie 1608    | 2 februarie 1660   | Căsătorit (1) cu Marie de Bourbon, Ducesă de Montpensier în 1626. Au avut un singur copil: - Anne Marie Louise d'Orléans, Ducesă de Montpensier Căsătorit (2) cu Marguerite de Lorena în 1632. Au avut următorii copii: - Marguerite Louise, Mare Ducesă de Toscana - Élisabeth, Ducesă de Guise - Françoise Madeleine, Ducesă de Savoia - Jean Gaston, Duce de Valois - Marie Anne d'Orléans |